# Джеймс Гансен
Джеймс Едвард Гансен (англ. James Edward Hansen) — американський ад'юнкт-професор Департаменту екології та вивчення Землі у Колумбійському університеті. Гансен відомий своїми дослідженнями в області кліматології, є кліматичним активістом та одним із лідерів руху 350.org. Його звернення до конгресу США про загрозу зміни клімату в 1988 році стало відправною точкою у боротьбі проти глобального потепління. Гансен попереджав про необхідність швидких дій з метою уникнення негативних наслідків для всієї планети.

## Життєпис
Після закінчення Університету Айови Джеймс Гансен продовжив працювати над моделями теплопередачі випромінюванням, намагаючись зрозуміти атмосферу Венери. Пізніше вчений застосував і допрацював ці моделі для атмосфери Землі, враховуючи ефекти аерозолів до парникових газів на клімат Землі. Розроблені Гансеном моделі стали основою для розуміння кліматичних механізмів Землі. У 2009 році була опублікована його перша книга — «Бурі моїх онуків» (англ. Storms of My Grandchildren) і стаття «Око бурі» в журналі Nature. З 1981 по 2013 рік очолював в НАСА Інститут космічних досліджень імені Годдарда (англ. Goddard Institute for Space Studies) у Нью-Йорку. З 2014 року працює в Колумбійському університеті.
2013 року топ-кліматологи Кен Калдейра, Керрі Емануель, Джеймс Гансен та Том Віглі звернулися через ЗМІ до керівників найбільших держав із закликом підтримати розвиток більш безпечних ядерно-енергетичних технологій і відмовитися від неприйняття атомної енергетики.

## Нагороди і відзнаки
Лауреат декількох поважних премій і нагород:
- 2001 — медаль Роджера Ревелла Американського геофізичного союзу
- 2007 — премія Дена Девіда (англ. Dan David Prize).
- 2007 — премія Лео Сіларда (англ. Leo Szilard Lectureship Award) від Американського фізичного товариства.
- 2009 — медаль Невади (англ. Nevada Medal) від Науково-дослідного інституту пустелі (англ. Desert Research Institute).
- 2013 — премія Блакитна планета (англ. Blue Planet Prize) від фонду Асахі.
- 2013 — премія Ріденаура (англ. The Ridenhour Prizes) за діяльність на користь демократичним засадам з риском для власної репутації.
- 2018 — Премія Тан[9]